# Лопес, Николас Федерико
Николас Федерико Лопес Алонсо (исп. Nicolás Federico López Alonso; род. 1 октября 1993, Монтевидео) — уругвайский футболист, нападающий клуба «УАНЛ Тигрес».

## Клубная карьера
Николас Лопес — воспитанник клуба «Насьональ». В апреле 2011 года он стал финалистом Кубка Пунта с молодёжной командой клуба, а также лучшим бомбардиром турнира, забив 12 голов в 7 встречах. Уже через неделю, после окончания турнира, он был вызван в первый состав «Насьоналя». 24 апреля 2011 года он дебютировал в основе клуба в матче с «Сентраль Эспаньол», состав три нападения вместе с Табаре Вьюдесом и Бруно Форнароли, и сразу же забил гол, а его команда победила 3:1. 28 мая он провёл вторую встречу за клуб, против «Дефенсор Спортинга», в которой сделал «дубль», причём футболист провёл на поле не весь матч, а вышел вместо Ричарда Порты на 67 минуте встречи, завершившейся со счётом 3:0. Эта победа позволила «Насьоналю» выиграть чемпионат Уругвая.
В ноябре 2011 года Лопесом заинтересовалась итальянская «Рома», предложившая за трансфер форварда 1,5 млн евро. 11 января 2012 года Лопес подписал контракт с «Ромой» на 4,5 года; сумма трансфера составила 1 млн евро. 3 марта футболист отметился хет-триком в игре с «Ночериной», которая проходила в рамках молодёжного чемпионата Италии — Примаверы. 14 апреля уругваец оформил покер в матче Примаверы против «Бари», чем помог своему клубу одержать победу со счётом 6:4. 26 августа в матче с «Катанией», выйдя на замену, Лопес забил свой первый гол в новом сезоне, тем самым спас команду от поражения. Матч закончился 2:2.
13 июля 2013 года перешёл в «Удинезе». 8 сентября 2014 года перешёл на правах аренды в «Эллас Верона». Первый гол за «Эллас Верона» забил 19 октября 2014 года в матче против «Милана». В осенней части сезона 2015/2016 выступал за испанскую «Гранаду» на правах аренды, 15 января 2016 года вернулся в распоряжение «Удинезе». В январе вновь отправился в аренду, на этот раз в свой первый клуб «Насьональ».
19 июля 2016 года Лопес подписал контракт с бразильским «Интернасьоналом» сроком на 4 года.

## Международная карьера
В январе 2013 года Николас был вызван главным тренером молодёжной сборной Уругвая Хуаном Версери для участия в молодёжном чемпионате Южной Америки. Там игрок стал главной атакующей силой команды, забив 6 голов в 6 матчах и став в итоге лучшим бомбардиром турнира.

## Достижения
Командные
- Чемпион Уругвая: 2011
- Вице-чемпион мира среди молодёжи: 2013

Личные
- Лучший бомбардир Кубка Пунта: 2011 (12 голов)
- Лучший бомбардир молодёжного чемпионата Южной Америки: 2013 (6 голов)